# Atolla
Atolla is een geslacht van neteldieren uit de familie van de Atollidae.

## Soorten
- Atolla chuni (Vanhöffen, 1902)
- Atolla gigantea Maas, 1897
- Atolla parva Russell, 1958
- Atolla reynoldsi Matsumoto et. al., 2022
- Atolla russelli Repelin, 1962
- Atolla vanhoeffeni Russell, 1957
- Atolla wyvillei Haeckel, 1880